# Adolfo Coppedè

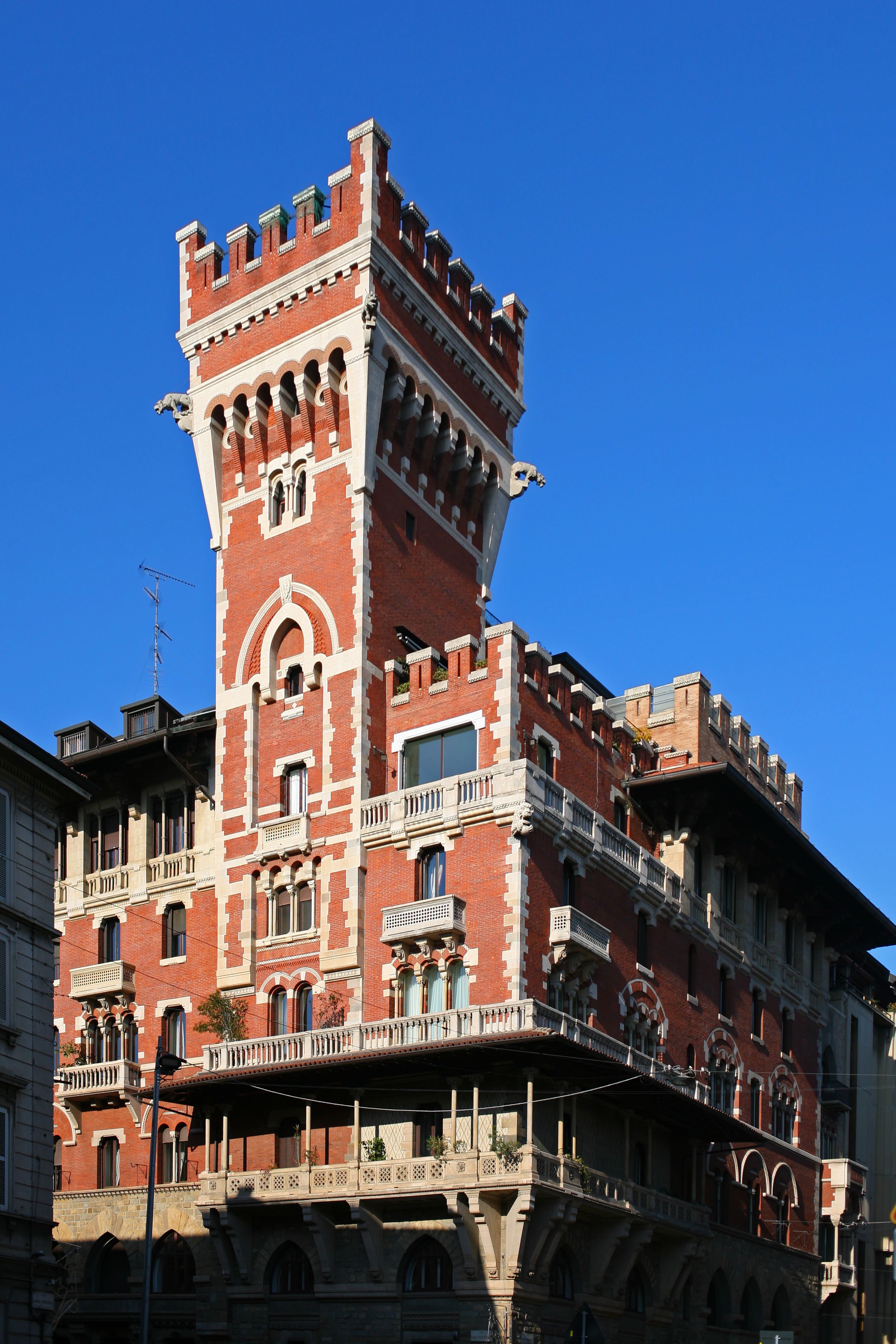
Il Castello Cova a Milano (1915)

Adolfo Coppedè (Firenze, 29 aprile 1871 – Montemurlo, 15 agosto 1951) è stato un architetto italiano.

## Biografia
Terzo e ultimo figlio dell'intagliatore ed ebanista Mariano e di Antonietta Bizzarri, fratello di Gino  (anch'egli architetto dal quale prende il nome l'omonimo quartiere di Roma), dopo aver frequentato un corso di studi e artistici, passò a lavorare nella bottega di ebanisteria ed intaglio del padre. Iniziò anche a interessarsi alla pittura e si iscrisse all'Accademia di belle arti, ma non essendo ancora certo su quale dovesse essere la sua strada, nel 1898 volle concorrere al progetto di una cattedrale indetto da un ente di Roma. In maniera inattesa il suo progetto raccolse l'interesse dei giurati anche se non ottenne il primo posto. In quella occasione conobbe un industriale dell'isola d'Elba, il deputato Pilade Del Buono, che fu il motore della sua formazione professionale.
Seguì il suo mentore in giro per le maggiori capitali europee avendo modo di apprendere quanto di più moderno emergeva sull'architettura e al rientro in Italia iniziò la sua attività di progettista costruendo numerosi edifici per il suo mecenate.
Nel 1903 decise di sposarsi con Anita Burchi e, ritornato a Firenze anche per occuparsi dell'attività paterna, iniziò a progettare varie ville e palazzi utilizzando il nuovo stile liberty che si andava affermando all'epoca.
Vinse più volte il premio Martelli, premio conferito dall'Accademia di belle arti di Firenze, che veniva assegnato con cadenza quinquennale, e con il passar del tempo realizzò progetti anche al di fuori della Toscana ottenendo commesse a Genova, Roma, Milano e altre città d'Italia. Di particolare rilevanza, nel 1915, è stata la sua progettazione del Castello Cova nella centralissima via Carducci di Milano. 
La notorietà acquisita con le sue realizzazioni gli valse diverse onorificenze fra le quali quella di grand'ufficiale dell'Ordine della Corona d'Italia.
Dopo la fine della prima guerra mondiale ebbe modo di dedicarsi, assieme al fratello Gino, all'arredamento di interni di alcune navi passeggeri per conto di due diverse società di navigazione italiane.
A partire dal 1926, dopo una accesissima polemica con D'Annunzio relativa a un progetto mai realizzato a Firenze sul quale anche Mussolini aveva espresso parere favorevole, il Coppedè rallentò la sua opera limitandola alla sola regione della Toscana dove progettò il palazzo dei Sindacati e la Casa del Fascio di Lastra a Signa (FI). Iscrittosi nel 1932 al Partito Nazionale Fascista, partecipò al concorso per il piano regolatore di Tirrenia, ottenendo il secondo premio. Successivamente si ritirò nella sua tenuta di Parugiano vicino a Montemurlo dove morì il 15 agosto del 1951.

## Mostre
La mostra “Adolfo Coppedè agli esordi dell'Elba contemporanea” celebra la presenza sull'isola dell'architetto italiano all'inizio del XX secolo, proprio nel periodo di risveglio economico e culturale grazie al potenziamento dell'industria mineraria e siderurgica e all'energia intellettuale che circolava sull'isola.